# Isolant de Kondo
 (avril 2022).
La mise en forme du texte ne suit pas les recommandations de Wikipédia : il faut le « wikifier ».
Les points d'amélioration suivants sont les cas les plus fréquents :
- Les titres sont pré-formatés par le logiciel. Ils ne sont ni en capitales, ni en gras.
- Le texte ne doit pas être écrit en capitales (les noms de famille non plus), ni en gras, ni en italique, ni en « petit »…
- Le gras n'est utilisé que pour surligner le titre de l'article dans l'introduction, une seule fois.
- L'italique est rarement utilisé : mots en langue étrangère, titres d'œuvres, noms de bateaux, etc.
- Les citations ne sont pas en italique mais en corps de texte normal. Elles sont entourées par des guillemets français : « et ».
- Les listes à puces sont à éviter, des paragraphes rédigés étant largement préférés. Les tableaux sont à réserver à la présentation de données structurées (résultats, etc.).
- Les appels de note de bas de page (petits chiffres en exposant, introduits par l'outil «  Source ») sont à placer entre la fin de phrase et le point final[comme ça].
- Les liens internes (vers d'autres articles de Wikipédia) sont à choisir avec parcimonie. Créez des liens vers des articles approfondissant le sujet. Les termes génériques sans rapport avec le sujet sont à éviter, ainsi que les répétitions de liens vers un même terme.
- Les liens externes sont à placer uniquement dans une section « Liens externes », à la fin de l'article. Ces liens sont à choisir avec parcimonie suivant les règles définies. Si un lien sert de source à l'article, son insertion dans le texte est à faire par les notes de bas de page.
- La présentation des références doit suivre les conventions bibliographiques. Il est recommandé d'utiliser les modèles {{Ouvrage}}, {{Chapitre}}, {{Article}}, {{Lien web}} et/ou {{Bibliographie}}. Le mode d'édition visuel peut mettre en forme automatiquement les références.
- Insérer une infobox (cadre d'informations à droite) n'est pas obligatoire pour parachever la mise en page.

Pour une aide détaillée, merci de consulter Aide:Wikification.
Si vous pensez que ces points ont été résolus, vous pouvez retirer ce bandeau et améliorer la mise en forme d'un autre article.
Un isolant de Kondo est un semi-conducteur à bande interdite étroite dans lequel la bande interdite semble produite par l'hybridation entre des électrons f localisés et une bande de conduction d'électrons s ou d demi-remplie. Cependant, leur susceptibilité magnétique obéit à  loi de Curie à haute température, puis en dessous d'un pic se met à décroître jusqu'à une valeur constante à basse température, comme si les électrons f formaient des moments magnétiques à haute température et ne s'hybridaient avec les électrons de la bande de conduction qu'à basse température. La diffusion inélastique des neutrons fait apparaître un gap à basse température, mais plus grand que la bande interdite.  L'application d'un champ magnétique peut rendre le matériau conducteur. 
Du point de vue théorique, l'état isolant est dû à l'effet Kondo qui libère dans la bande de conduction des porteurs de charge supplémentaires jusqu'à en faire une bande pleine.
La table donne quelques largeurs de bande interdite mesurées à basse température dans des isolants Kondo. Bien que {\displaystyle {\ce {FeSi}}} ne présente pas d'électrons f, il se comporte comme un isolant de Kondo. 
| Matériau                          | Bande interdite ({\displaystyle \Delta /k_{B}}) en K |
| --------------------------------- | ---------------------------------------------------- |
| CeNiSn                            | 3                                                    |
| {\displaystyle {\ce {Ce3Bi4Pt3}}} | 42                                                   |
| SmB6                              | 27                                                   |
| YbB12                             | 62                                                   |
| {\displaystyle {\ce {FeSi}}}      | 750                                                  |